# David Trottier
David "Dave" Trottier, född 25 juni 1906 i Pembroke i Ontario, död 13 november 1956 i Halifax, var en kanadensisk ishockeyspelare.
Trottier blev olympisk guldmedaljör i ishockey vid vinterspelen 1928 i Sankt Moritz.